# Campeonato Mundial de Esqui Estilo Livre de 2023 - Big air masculino
A prova do Big air masculino do Campeonato Mundial de Esqui Estilo Livre de 2023 ocorreu nos dias 3 e 4 de março, em Bakuriani, na Geórgia.

## Medalhistas
| Ouro                 | Prata                | Bronze          |
| Troy Podmilsak (USA) | Lukas Müllauer (AUT) | Birk Ruud (NOR) |

## Resultados

### Qualificação
Um total de 44 esquiadores de 19 nacionalidades participaram da competição. Os 5 melhores de cada bateria avançaram para a final.
Bateria 1
| Colocação | Bib | Ordem de descida | Nome                  | Nacionalidade  | Descida 1 | Descida 2 | Melhor | Notas |
| --------- | --- | ---------------- | --------------------- | -------------- | --------- | --------- | ------ | ----- |
| 1         | 9   | 9                | Noah Porter MacLennan | Canadá         | 89.80     | 96.40     | 96.40  | Q     |
| 2         | 16  | 6                | Teal Harle            | Canadá         | 15.40     | 94.80     | 94.80  | Q     |
| 3         | 17  | 7                | Christian Nummedal    | Noruega        | 87.00     | 94.00     | 94.00  | Q     |
| 4         | 8   | 4                | Sebastian Schjerve    | Noruega        | 22.00     | 92.60     | 92.60  | Q     |
| 5         | 1   | 3                | Birk Ruud             | Noruega        | 90.80     | 38.40     | 90.80  | Q     |
| 6         | 5   | 8                | Oliwer Magnusson      | Suécia         | 88.80     | 21.40     | 88.80  |       |
| 7         | 13  | 1                | Fabian Bösch          | Suíça          | 83.20     | 86.40     | 86.40  |       |
| 8         | 37  | 25               | Gen Fuji              | Japão          | 85.80     | 20.20     | 85.80  |       |
| 9         | 36  | 14               | Orest Kovalenko       | Ucrânia        | 84.60     | 25.20     | 84.60  |       |
| 10        | 24  | 17               | Chris McCormick       | Grã-Bretanha   | 20.60     | 83.60     | 83.60  |       |
| 11        | 12  | 10               | Timothé Sivignon      | França         | 79.00     | 82.40     | 82.40  |       |
| 12        | 32  | 22               | Štěpán Hudeček        | Chéquia        | 74.80     | 79.80     | 79.80  |       |
| 13        | 45  | 19               | Rai Kasamura          | Japão          | 75.80     | 14.40     | 75.80  |       |
| 14        | 33  | 23               | Vincent Veile         | Alemanha       | 48.60     | 74.80     | 74.80  |       |
| 15        | 41  | 11               | Kaditane Gomis        | França         | 73.60     | 11.60     | 73.60  |       |
| 16        | 20  | 2                | Javier Lliso          | Espanha        | 69.20     | 8.80      | 69.20  |       |
| 17        | 44  | 16               | Michael Oravec        | Eslováquia     | 60.60     | 31.20     | 60.60  |       |
| 18        | 4   | 5                | Max Moffatt           | Canadá         | 57.40     | 15.20     | 57.40  |       |
| 19        | 49  | 18               | Nika Eloshvili        | Geórgia        | 10.60     | 56.60     | 56.60  |       |
| 20        | 40  | 24               | Teemu Lauronen        | Finlândia      | 19.60     | 51.80     | 51.80  |       |
| 21        | 28  | 12               | Thibault Magnin       | Espanha        | 40.00     | 1.00      | 40.00  |       |
| 22        | 21  | 21               | Cody Laplante         | Estados Unidos | 38.00     | 32.40     | 38.00  |       |
| 23        | 25  | 15               | Oliver Movenius       | Suécia         | 18.20     | 19.40     | 19.40  |       |
| 24        | 29  | 13               | Tyler Harding         | Grã-Bretanha   | DNS       | DNS       | DNS    | DNS   |
| 24        | 50  | 20               | Luka Chopikashvili    | Geórgia        | DNS       | DNS       | DNS    | DNS   |

Bateria 2
| Colocação | Bib | Ordem de descida | Nome             | Nacionalidade  | Descida 1 | Descida 2 | Melhor | Notas |
| --------- | --- | ---------------- | ---------------- | -------------- | --------- | --------- | ------ | ----- |
| 1         | 11  | 1                | Lukas Müllauer   | Áustria        | 13.40     | 96.40     | 96.40  | Q     |
| 2         | 30  | 23               | Luca Harrington  | Estados Unidos | 94.60     | 88.20     | 94.60  | Q     |
| 3         | 2   | 10               | Matěj Švancer    | Áustria        | 92.60     | 26.20     | 92.60  | Q     |
| 4         | 19  | 8                | Tormod Frostad   | Noruega        | 87.80     | 90.40     | 90.40  | Q     |
| 5         | 7   | 4                | Troy Podmilsak   | Estados Unidos | 89.60     | 89.60     | 89.60  | Q     |
| 6         | 35  | 14               | Kuura Koivisto   | Finlândia      | 73.80     | 86.60     | 86.60  |       |
| 7         | 38  | 24               | Rene Monteleone  | Itália         | 84.00     | 18.00     | 84.00  |       |
| 8         | 34  | 15               | Miro Tabanelli   | Itália         | 35.20     | 82.60     | 82.60  |       |
| 9         | 42  | 21               | Simo Peltola     | Finlândia      | 80.00     | 54.40     | 80.00  |       |
| 10        | 31  | 22               | Alexis Ghisleni  | França         | 48.60     | 79.60     | 79.60  |       |
| 11        | 18  | 7                | Hugo Burvall     | Suécia         | 40.20     | 79.20     | 79.20  |       |
| 12        | 10  | 2                | Evan McEachran   | Canadá         | 75.00     | 69.60     | 75.00  |       |
| 13        | 14  | 9                | Elias Syrjä      | Finlândia      | 71.20     | 40.40     | 71.20  |       |
| 14        | 22  | 11               | Ben Barclay      | Nova Zelândia  | 22.40     | 62.80     | 62.80  |       |
| 15        | 6   | 5                | Jesper Tjäder    | Suécia         | 60.00     | 35.40     | 60.00  |       |
| 16        | 23  | 16               | Colin Wili       | Suíça          | 56.00     | 47.40     | 56.00  |       |
| 17        | 15  | 6                | Hunter Henderson | Estados Unidos | 13.60     | 46.60     | 46.60  |       |
| 18        | 26  | 18               | Valentin Morel   | Suíça          | 40.80     | 45.20     | 45.20  |       |
| 19        | 47  | 19               | Jost Klancar     | Eslovênia      | 10.00     | 44.80     | 44.80  |       |
| 20        | 27  | 20               | Kim Gubser       | Suíça          | 35.40     | DNS       | 35.40  |       |
| 21        | 43  | 17               | Moritz Happacher | Itália         | 17.00     | 11.40     | 17.00  |       |
| 22        | 3   | 3                | Andri Ragettli   | Suíça          | DNS       | DNS       | DNS    | DNS   |
| 22        | 39  | 12               | Axel Burmansson  | Suécia         | DNS       | DNS       | DNS    | DNS   |
| 22        | 46  | 13               | Yoon Jong-hyun   | Coreia do Sul  | DNS       | DNS       | DNS    | DNS   |

### Final
A final foi iniciada no dia 4 de março às 15:15. 
| Colocação         | Bib | Ordem de descida | Nome                  | Nacionalidade  | Descida 1 | Descida 2 | Descida 3 | Total  |
| ----------------- | --- | ---------------- | --------------------- | -------------- | --------- | --------- | --------- | ------ |
| Medalha de ouro   | 7   | 1                | Troy Podmilsak        | Estados Unidos | 91.25     | 96.50     | 42.00     | 187.75 |
| Medalha de prata  | 11  | 10               | Lukas Müllauer        | Áustria        | 89.75     | 81.25     | 94.75     | 184.50 |
| Medalha de bronze | 1   | 2                | Birk Ruud             | Noruega        | 94.75     | 88.75     | 16.00     | 183.50 |
| 4                 | 2   | 5                | Matěj Švancer         | Áustria        | 22.50     | 90.00     | 86.50     | 176.50 |
| 5                 | 30  | 7                | Luca Harrington       | Estados Unidos | 72.00     | 84.25     | 91.75     | 176.00 |
| 6                 | 8   | 4                | Sebastian Schjerve    | Noruega        | 86.50     | 73.25     | 88.50     | 175.00 |
| 7                 | 17  | 6                | Christian Nummedal    | Noruega        | 84.75     | 90.50     | 81.00     | 171.50 |
| 8                 | 9   | 9                | Noah Porter MacLennan | Canadá         | 92.75     | 31.00     | 20.50     | 123.75 |
| 9                 | 19  | 3                | Tormod Frostad        | Noruega        | 70.00     | 85.50     | 22.75     | 108.25 |
| 10                | 16  | 8                | Teal Harle            | Canadá         | 23.75     | 21.00     | 11.25     | 35.00  |

Legenda
| Recorde mundial       | Recorde mundial (World record)               |                       | Recorde africano                      | Recorde africano (African) |                                           | Q | Classificado por posição (Qualified) |
| Recorde do campeonato | Recorde do campeonato (Championship record)  | Recorde da América    | Recorde da América (Americas)         | q                          | Classificado por melhor tempo (Qualified) |   |                                      |
| Melhor marca do ano   | Melhor marca do ano (World leading)          | Recorde asiático      | Recorde asiático (Asian)              | DNS                        | Não largou (Did not start)                |   |                                      |
| Recorde nacional      | Recorde nacional (National record)           | Recorde europeu       | Recorde europeu (European)            | DNF                        | Não terminou (Did not finish)             |   |                                      |
| Recorde pessoal       | Recorde pessoal do atleta (Personal best)    | Recorde da Oceania    | Recorde da Oceania (Oceania)          | DSQ / DQ                   | Desclassificado (Disqualified)            |   |                                      |
| Recorde da temporada  | Recorde da temporada do atleta (Season best) | Recorde sul-americano | Recorde sul-americano (South America) | NM                         | Sem marca (No mark)                       |   |                                      |